# 미스터 & 미세스 스미스 (드라마)
《미스터 & 미세스 스미스》(영어: Mr. & Mrs. Smith)는 아마존 프라임 비디오에서 2024년 2월 공개된 미국의 첩보 코미디 드라마이다. 2005년 동명 영화를 원작으로 한다.

## 출연진
- 도널드 글로버 - 존 스미스 역
- 마야 어스킨 - 제인 스미스 역